# Pletscher AG
Die Pletscher AG ist ein Druckgusswerk im schweizerischen Marthalen. Nach ihr wurde ein Bauteil am Fahrrad benannt: die Pletscherplatte. Diese Platte dient der sicheren Befestigung von Gepäckträgern und Schutzblechen hinten am Fahrrad. Die Pletscher AG selbst bezeichnet dieses Bauteil als Stegplatte.
Die Firma ist ein Lieferant von Fahrradkomponenten wie Fahrradgepäckträgern und Ständern der Marke ESGE sowie anderem Fahrradzubehör.

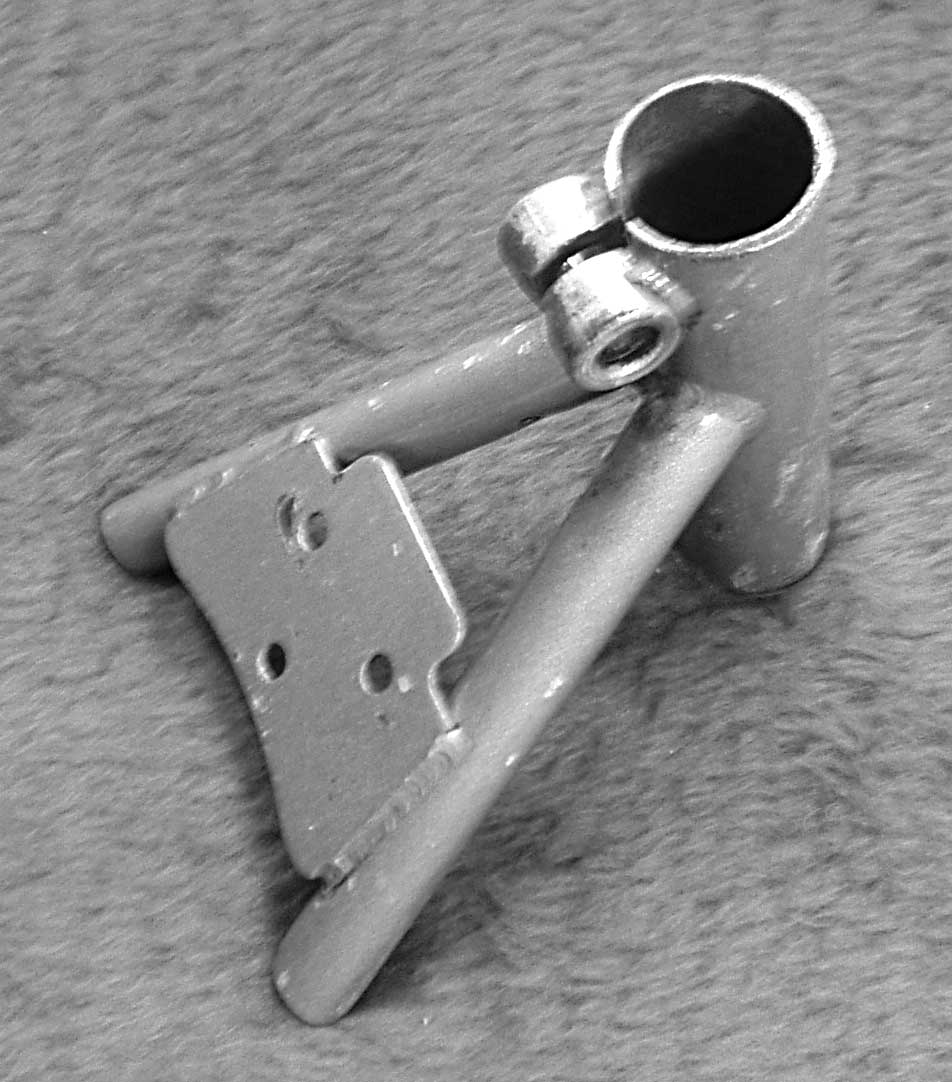
Pletscherplatte
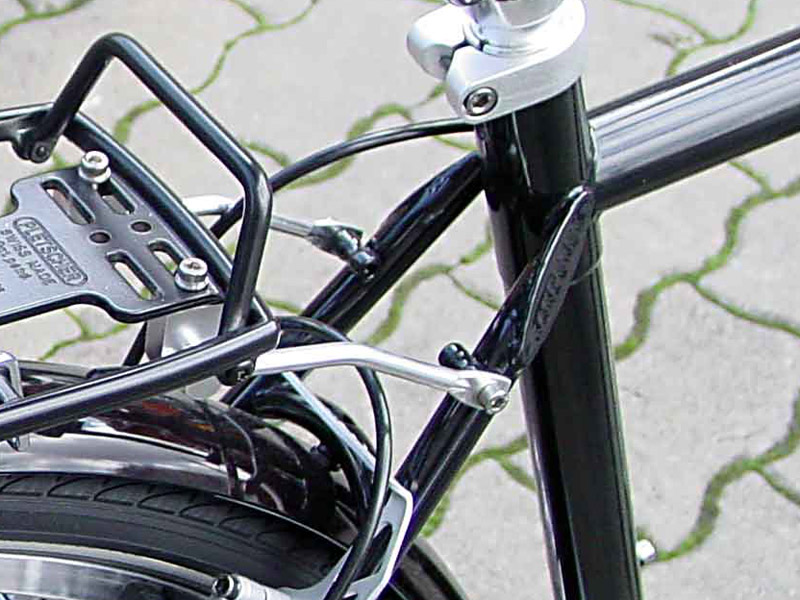
Gepäckträger von Pletscher